# Srečko Šorli
Srečko Šorli, čevljarski mojster, trgovec, član organizacije TIGR in publicist, * 11. januar 1899, Tolmin, † 10. julij 1982, Baško sedlo.

## Življenje in delo
Ljudsko šolo je obiskoval v rojstnem kraju. Še preden se je v Sv. Luciji (sedaj Most na Soči) izučil za čevljarja, je bil 17 leten 1915 mobiliziran v Gradec za izdelovanje vojne usnjene opreme, ter bil leta 1917 zaprt zaradi izjave pri naboru, da bo pobegnil v ujetništvo na ruski fronti. Kasneje se je v Ljubljani pridružil generalu Maistru in sodeloval v bojih za severno mejo na Koroškem. Decembra 1919 se je vrnil k sestri v Most na Soči in 7 let delal kot pomočnik v čevljarski delavnici. Konec leta 1926 je v Tolminu ustanovil lastno čevljarsko delavnico v kateri je zaposlil 12 mladih pomočnikov, kasneje po odprl še prodajalno obutve. V začetku leta 1927 je začel sodelovati z organizacijo TIGR. Bil je v tesnih stikih z Zorkom Jelinčičem in Albertom Rejcem ter mnogimi tolminskimi tigrovci. Fašisti so nanj izvajali vedno hujši pritisk, Jelinčič pa ga je tudi opozoril, da mu grozi aretacija, zato je poleti leta 1929 ilegalno odšel v Kraljevino Srbov, Hrvatov in Slovencev. Naselil se je na Jesenicah. Tu je odprl čevljarsko delavnico in nadaljeval z delom v organizaciji TIGR. V njegovi delavnici je občasno prenočevalo tudi do 15 tigrovcev, sam pa je z Jesenic nosil prepovedano literaturo in orožje na Primorsko do meje s Kraljevino Italijo. Leta 1931 je to pot opravil kar 51 krat. Ob napadu na Kraljevino Jugoslavijo se je pridružil »soški legiji«, nato pa že poleti 1941 delal za Osvobodilno fronto. Zaradi izdaje ga je Gestapo 4. aprila 1943 aretiral in ga po več mesecih mučenja v begunjskih zaporih interniral, najprej v Koncentracijsko taborišče Dachau, nato pa v taborišče Flossenburg. Na Jesenice se je vrnil 7. julija 1945. Po osvoboditvi je na Jesenicah vodil trgovino z obutvijo, kot član občinskega ljudskega odbora pa opravljal mnoge družbeno politične funkcije, ter bil stalni tajnik Zveze borcev za severno mejo. Veliko je dopisoval v lokalne časopise, objavljal prispevke na radiu Jesenice in bil redni dopisnik revije TV-15. Pisal je o TIGR-u, narodnoosvobodilni borbi in koncentracijskih taboriščih. Bil je dober rekreativni alpski smučar in še pri 83-tih letih je pogosto zahajal v gore. Na enem od takih pohodov iz Podbrda preko Soriške planine v Bohinjsko Bistrico je 10. julija 1982 na Baškem sedlu pod Vrhom Bače omahnil v prepad.